# Kocięcin-Tworki
Kocięcin-Tworki – wieś w Polsce położona w województwie mazowieckim, w powiecie płońskim, w gminie Raciąż.
W latach 1975–1998 miejscowość administracyjnie należała do województwa ciechanowskiego. 1 stycznia 2003 będące dotychczasową częścią wsi Łyczewo zostało zlikwidowane jako osobna miejscowość.